# George Melford
George H. Melford (* 19. Februar 1877 in Rochester, New York; † 25. April 1961 in Hollywood, Kalifornien) war ein US-amerikanischer Schauspieler und Filmregisseur.

## Leben
Melford graduierte an der McGill University in Montreal. Er war bereits ein etablierter Bühnenschauspieler in Cincinnati, Ohio, bevor er 1909 bei den Kalem Studios in New York ins Filmgeschäft einstieg und von Sidney Olcott als Charakterdarsteller engagiert wurde. 1911 führte er seine erste eigene Filmregie. 1915 wechselte er von Kalem zu Jesse L. Laskys Feature Play Company. Im selben Jahr war er einer der Gründer der Motion Picture Directors Association.
1916 drehte Melford To Have and to Hold, eine Verfilmung des gleichnamigen US-Bestseller von Mary Johnston aus dem Jahr 1900, mit der Tänzerin Mae Murray in der Hauptrolle. Sein heute bekanntester Film ist der Stummfilm Der Scheich mit Rudolph Valentino aus dem Jahr 1921.
Melford ging Mitte der 1920er Jahre zu den Universal Studios, wo er 1929 seinen ersten Tonfilm drehte. Ab 1930 schuf er für Universal mehrere spanischsprachige Filmversionen, die parallel zu den englischen mit anderen Schauspielern gedreht wurden. Die bekannteste davon ist Drácula.
Die 15-teilige Abenteuerfilmserie Jungle Menace bei Columbia Pictures, Co-Regie mit Harry L. Fraser, war 1937 seine letzte Regiearbeit. Im Alter von 60 Jahren und nach 130 Filmen als Regisseur, die ihn finanziell unabhängig machten, trat Melford wieder als Charakterdarsteller in Nebenrollen in Erscheinung, darunter in dem biografischen Filmdrama Gefährtin seines Lebens (1953) und dem Monumentalfilm Die zehn Gebote (1956). 1960, im Alter von 83 Jahren, stand er zum letzten Mal vor der Kamera. Er starb im folgenden Jahr an Herzversagen.
George Melford liegt auf dem Valhalla Memorial Park Cemetery in Los Angeles begraben.

## Filmografie (Auswahl)
- 1916: To Have and to Hold – Regie
- 1921: Der Scheich (The Sheik) – Regie
- 1922: Das Piratenschiff (Moran of the Lady Letty) – Regie
- 1930: La voluntad del muerto – Regie
- 1931: Drácula – Regie
- 1937: Jungle Menace – Regie, zusammen mit Harry L. Fraser
- 1942: Die Flotte bricht durch (The Navy Comes Through) – als Schauspieler
- 1946: In Ketten um Kap Horn (Two Years Before the Mast) – als Schauspieler
- 1947: California – als Schauspieler
- 1949: It Happens Every Spring – als Schauspieler
- 1949: The Stratton Story – als Schauspieler
- 1952: Der Brigant (The Brigand) – als Schauspieler
- 1952: Zwei räumen auf (Cripple Creek) – als Schauspieler
- 1953: Gefährtin seines Lebens (The President’s Lady) – als Schauspieler
- 1956: Die zehn Gebote (The Ten Commandments) – als Schauspieler